# Villa des Plantes
La villa des Plantes est une voie du 14e arrondissement de Paris, en France.

## Situation et accès
La villa des Plantes est une voie située dans le 14e arrondissement de Paris. Elle débute au 32 bis, rue des Plantes et se termine en impasse.

## Origine du nom
Au bas Moyen Âge, une « plante » est un lieu planté de vignes, un vignoble, c'est-à-dire une couture où le cep reste en place, par opposition au champ, qui sera fauché.

## Historique
Cette voie a été ouverte en 1895, sous sa dénomination actuelle. Une partie a été supprimée en 1971.
Son emplacement faisait partie du « chemin des Plantes » rectifié en 1876.